# 辉格史
辉格史（Whig history）是一支历史学派，该学派认为人类文明不可逆转地从落后向先进，从愚昧到开蒙。这个学派得名源自辉格党（Whig），辉格党是目前英国自由党的前身。辉格党得益于1688年光荣革命带来的政治变化，它于1714年之后长期支配英国政治，它也通过捍卫包括有限君主制和议会的重要性在内的“1688年原则”而获得不少支持。这个党派的历史学家对历史的解释往往从今天的角度出发，来评判历史事件的价值。在科学史中，这个术语也常用来表示研究得出当今科学观点的“成功的”理论与实验的史学史派别。

## 提出
在英国历史上，曾有过两个对立的政党：辉格党和托利党。辉格党即是自由党的前身，它提倡以君主立宪制代替神权统治，站在资产阶级和新贵族的立场上拥护国会，反对国王和天主教。
19世纪初期，属于辉格党的一些历史学家从辉格党的利益出发，用历史作为工具来论证辉格党的政见。1827年，作为辉格党人的英国著名历史学家哈兰出版了其代表作《英国宪政史》，在其中，他提出英国自古以来就有一部不成文的宪法，一向就是主权在民的，并高度赞扬1688年的“光荣革命”，歌颂君主立宪制。这部著作成了一部具有深远影响的英国近代史，也开创了一代辉格史学。因为它“虽然完全避免了党派热情，却自始至终地充满了辉格党的原则。”另一位有代表性的辉格党的历史学家麦考莱则更明确地指出，在很长的时间中，“所有辉格党的历史学家都渴望要证明，过去的英国政府几乎就是共和政体的；而所有托利党的历史学家都要证明，过去的英国政府几乎就是专制的。” 但就历史学后来发展的主要趋式来说，辉格党的历史学似乎更占了上风。直至20世纪，象屈维廉这样的英国自由主义历史学家，在其著作的倾向和历史观方面，也继承了这种辉格党人的史学传统。
1931年，英国历史学家巴特菲尔德出版了《历史的辉格解释》一书。在这部史学名著中，巴特菲尔德将“辉格式的历史”（或称“历史的辉格解释”）的概念作了重要的扩充。巴特菲尔德开宗明义地指出，就这本书来说：所讨论的是在许多历史学家中的一种倾向：他们站在新教徒和辉格党人一边进行写作，赞扬使他们成功的革命，强调在过去的某些进步原则，并写出即使不是颂扬今日也是对今日之认可的历史。
可以说，这就是巴特菲尔德所提出的广义的辉格式历史的定义。在这里，他已远远超出了原来狭义的辉格史学所涉及的英国政治史的范围，进而考虑历史学研究中更为一般和更具有普遍性的倾向，涉及到历史研究和所谓通史之间的关系，也涉及历史作为一种研究而带有的局限。巴特菲尔德认为他并不是在讨论历史哲学的问题，而是在讨论历史学家的心理学的一个方面。也就是说，他所抨击的历史的辉格解释并不是辉格党人特有的，它比思想上的偏见更微妙，是一种任何历史学家都可能陷入其中而又未经检查的心智习惯。即使那些为托利党政见辩护的历史学家们，就其研究方式的实质而言，也是这种广义“辉格式”的。巴特菲尔德还更加明确地指出：“历史的辉格解释的重要组成部分就是，它参照今日来研究过去……通过这种直接参照今日的方式，会很容易而且不可抗拒地把历史上的人物分成推进进步的人和试图阻碍进步的人，从而存在一种比较粗糙的、方便的方法，利用这种方法，历史学家可以进行选择和剔除，可以强调其论点。”

## 英国辉格史学家
- 大卫·休谟
- 第一代麦考利男爵托马斯·巴宾顿·麦考利

## 其他例子

### 科学史
有人主张科学史充满了辉格史学派的影子。就像其他的辉格史，科学辉格史学派倾向将历史人物分为「推进进步的人」和「试图阻碍进步的人」，前者提出的科学主张与当代主流科学一致，后者则由于无知或偏见而于当时反对这些主张。从辉格史学派的观点来看，托勒密因为它提出地心说而会被广受批评，然而阿里斯塔克斯则因为提出日心说而备受赞赏。这种历史评价忽略了历史背景，以及在当时能取得的客观证据：阿里斯塔克斯当时是否有证据、好理由以支持太阳位于中心的论点？在十六世纪前，又是否有好理由反对、拒绝托勒密的地心说呢？
经常于科学家、历史学家中的著作中发现到辉格史学派的写作风格，然而这种辉格式作风经常被科学史学家批评。 尼古拉．贾丁如此描述转变为辉格风的态度：
1970年代中期，越来越多科学史家使用『辉格风』这个辞汇，通常表示着『理想化』、『内在论者』、『必胜主义者』，或甚至『激进论者』，去诋毁科学进步的伟大论述。的确，就某一层面上，这与本世纪初辉格宪法历史遭受的攻击，显然是相当类似的。如同P. B. M. 布拉斯所说明的……
For, as P. B. M. Blaas has shown, those earlier attacks were part and parcel of a more general onslaught in the name of an autonomous, professional and scientific history, on popular, partisan and moralising historiography. Similarly,...  For post-WWII champions of the newly professionalized history of science the targets were quite different. Above all, they were out to establish a critical distance between the history of science and the teaching and promotion of the sciences. In particular, they were suspicious of the grand celebratory and didactic narratives of scientific discovery and progress that had proliferated in the inter-war years.

近年来，有些学者主张辉格史学派对科学史而言是非常重要的。一方面，「科学史本身就隐含着辉格风本身。人们应该了解『科学』一词在十八、十九世纪的意涵是什么。在十七世纪，科学一词有非常不同的意义。例如，化学无可避免地与炼金术混为一谈。在十七世纪前，要将科学这种概念分解为现在各种领域的总和，势必会严重地扭曲其原本的意义」。  科学史家对于辉格风的反对也被一些科学家批评，他们认为这些科学史家无法重视科学研究的时间深度。

## 批评

### 反辉格解释
- 阿诺尔德·汤因比
- 艾瑞克·霍布斯邦
- 爱德华·帕尔默·汤普森